# Lista opatów Peterborough
Lista opatów z Peterborough do odbudowy w X wieku znanego jako Medeshamstede. Imiona zapisane pomniejszoną kursywą (jeśli występują) przedstawiają formy występujące w "Kronice anglosaskiej".
| Imię                       | Lata sprawowania urzędu | Zasługi                                                                        | Uwagi |
| -------------------------- | ----------------------- | ------------------------------------------------------------------------------ | --- |
| Seaxwulf Saxulf            | ok. 656-675             |                                                                                | biskup Lichfieldu od 675 roku |
| Cuthbald                   | 675                     |                                                                                | być może tożsamy z opatem z Oundle |
| Egbald Egbalth             | przed 716 r.            |                                                                                | |
| Pusa                       | ?                       |                                                                                | |
| Botwin Botwine             | 758-785/6               |                                                                                | |
| Beonna                     | ok. 789                 |                                                                                | prawdopodobnie późniejszy biskup Herefordu (823-830) |
| Ceolred                    | przed 852 r.            |                                                                                | |
| Hedda                      | do 870 r.               |                                                                                | zabity podczas najazdu duńskich wikingów |
| Ealdwulf Ealdulf           | 971-992                 |                                                                                | były kanclerz króla Edgara Spokojnego; arcybiskup Yorku od 995 r. |
| Cenwulf Kenulf             | 992-1005                | zbudował mur wokół opactwa                                                     | biskup Winchesteru od 1005 r. |
| Elsinus Ælfsige            | 1006-1055               |                                                                                | |
| Arwinus                    | 1055-1057               |                                                                                | |
| Leofric                    | 1057-1066               |                                                                                | podczas najazdu Normanów kapelan armii anglosaskiej |
| Brando Brand               | 1066-1069               |                                                                                | wuj Herewarda Banity |
| Turold z Fescamp           | 1069-1098               |                                                                                | sprawował przez krótki czas funkcję biskupa we Francji, jednakże wygnany powrócił do opactwa                                                                          |
| Godric                     | 1099-1103               |                                                                                | brat Branda; wybrany przez mnichów, którzy wykupili u króla prawo wyboru przywódcy; usunięty ze stanowiska z powodu symonii                                           |
| Mateusz Mathias            | 1103-1105               |                                                                                | |
| Ernulf                     | 1107-1114               |                                                                                | były przeor Canterbury i późniejszy biskup Rochesteru |
| Jan z Sées Iohan of Sæis   | 1114-1125               | zainicjował odbudowę w 1118 roku                                               | za jego czasów niemal całe opactwo spłonęło w 1116 roku |
| Henryk z Andegawenii Henri | 1128-1133               | odbudowa stanęła w miejscu za jego czasów                                      | spokrewniony z królem Henrykiem I Beauclerkiem |
| Marcin de Bec              | 1133-1155               | kontynuował odbudowę                                                           | były mnich z Bec i przeor z St Neots; pochodził z Wight (de Vecti) lub normandzkiego Bec                                                                              |
| Wilhelm z Waterville       | 1155-1175               |                                                                                | kapelan Henryka II Plantageneta; usunięty ze stanowiska przez króla                                                                                                   |
| Benedykt                   | 1177-1193               | wybudował kaplicę, przywrócił także niektóre gospodarstwa pod kuratelę opactwa | były przeor w Canterbury; autor biografii Tomasza Becketa |
| Andrzej                    | 1193-1201               |                                                                                | |
| Achariusz                  | 1201-1214               |                                                                                | przybył z opactwa w St Albans, gdzie był przeorem |
| Robert z Lindsey           | 1214-1222               | sfinansował wstawienie szyb                                                    | wcześniejszy zakrystianin w klasztornym kościele; uczestnik soboru laterańskiego IV oraz autor historii konwentu                                                      |
| Aleksander z Holderness    | 1222-1226               | sfinansował budowę piwnic i solarium                                           | wcześniejszy przeor klasztoru |
| Marcin z Ramsey            | 1226-1233               |                                                                                | wcześniej mnich |
| Walter z Bury St Edmunds   | 1233-1245               | gruntownie przebudował katedrę                                                 | zmarł po powrocie z Rzymu |
| Wilhelm de Hotot           | 1246-1249               |                                                                                | wcześniej mnich; zrezygnował ze stanowiska |
| Jan z Calais               | 1249-1262               |                                                                                | wcześniejszy przeor klasztoru w Winchesterze |
| Robert z Buttonu           | 1262-1274               |                                                                                | walczył w bitwie pod Northampton przeciwko wojskom Henryka III Plantageneta w trakcie drugiej wojny baronów; uczestnik soboru lyońskiego II; zmarł w drodze powrotnej |
| Ryszard z Londynu          | 1274-1295               | ufundował dzwony                                                               | wcześniej mnich i kościelny |
| Wilhelm z Woodfordu        | 1295-1299               |                                                                                | |
| Godfrey z Crowland         | 1299-1321               |                                                                                | wcześniej klasztorny piwniczny |
| Adam z Boothby             | 1321-1338               |                                                                                | wcześniej mnich |
| Henryk z Morcot            | 1338-1353               |                                                                                | |
| Robert z Ramsey            | 1353-1361               |                                                                                | |
| Henryk z Overtonu          | 1361-1391               |                                                                                | |
| Mikołaj                    | 1391-1396               |                                                                                | |
| William Genge              | 1396-1408               |                                                                                | |
| John Deeping               | 1408-1438               |                                                                                | |
| Richard Ashton             | 1438-1471               |                                                                                | |
| William Ramsey             | 1471-1496               |                                                                                | |
| Robert Kirton              | 1496-1528               | za jego czasów powstał "nowy budynek" wieńczący wschodnią apsydę               | |
| John Chambers              | 1528-1540               |                                                                                | ostatni opat i pierwszy biskup Peterborough |